# قطار الشرق السريع
قطار الشرق السريع هو قطار لنقل المسافرين لمسافات طويلة، أُنشئ عام 1883.
المسار والمعدات الدارجة لقطار الشرق السريع تغيرت عدة مرات. مع أن قطار الشرق السريع كان في البداية مجرد خدمة سكك حديدية دولية عادية، ولكنه ومع مرور الزمن أصبح القطار يُرادِف الإثارة والسفر الفاخر. ومن أبرز المدن التي يربطها قطار الشرق السريع هي باريس واسطنبول (إسطنبول).
كان قطار الشرق السريع معرض من الفخامة والراحة في السفر. وسرعان ما مدَّدت شركة سيول خطوطًا فاخرةً أخرى في جميع أنحاء أوروبا، مثل القطار الأزرق والسهم الذهبي، وخط الشمال السريع، إلخ. وأصبحَت شركة سيول أول وأهم وكيل وشركة للنقل الحديث متعدد الجنسيات، والتي امتدَّت من أوروبا إلى آسيا وأفريقيا.
في عام 1977، أُوقِف قطار الشرق السريع عن العمل في إسطنبول. ثم توقف في باريس حيث استبدل بقطار آخر يربط باريس بفيينا، وقد عَمِلَ القطار للمرة الأخيرة في باريس يوم الجمعة 8 حزيران 2007. وإلى الآن مسار القطار يُعرَف بقطار الشرق السريع.
وفي 14 كانون الأول 2009، توقف قطار الشرق السريع عن العمل واختفت طرق السكك الحديدية الأوروبية الخاصة به، حيث يُقال إن قطار الشرق السريع قُضِيَ عليه بسبب القطارات عالية السرعة وخفض أسعار شركات الطيران.